# Jonáš Jozef Maxim
Jonáš Jozef Maxim SU (Lőcse, 1974. november 2. –) eperjesi görögkatolikus érsek, metropolita.

## Pályafutása
A középiskola befejezését követően Eperjesen kezdett teológiai tanulmányokat, majd belépett a szemináriumba. 1998. június 13-án szentelték diakónussá, július 11-én pedig pappá Eperjesen. Szlovák anyanyelve mellett ukránul, oroszul, olaszul, angolul és franciául beszél.
1998-ban teológiai diplomát szerzett, majd tanulmányait a Pápai Keleti Intézetben folytatva 2000-ben licenciát, 2017-ben doktorátust szerzett keleti egyházi tudományokból.
2001-től 2004-ig az eperjesi szeminárium spirituálisa, 2002–2004-ben az Eperjesi Egyetem görögkatolikus teológia szakának tanára volt.
2004-ben belépetta sztudita Unyivi kolostorba, ahol 2008. május 22-én tett ünnepélyes fogadalmat. 2011-től 2020-ig a lvivi monostor, 2020-tól az unyivi lavra igumenje.

### Püspöki pályafutása
2023. október 26-án Ferenc pápa eperjesi görögkatolikus érsekké nevezte ki. Június 1-jén szentelte püspökké az eperjesi székesegyházban Cyril Vasiľ érsek, kassai görögkatolikus püspök, Peter Rusnák pozsonyi görögkatolikus püspök és Venedykt Aleksiichuk chicagói ukrán görögkatolikus püspök segédletével. A püspökszentelésen több mint ötven keleti és latin rítusú katolikus püspök és csaknem kétszázötven pap vett részt, köztük Kocsis Fülöp hajdúdorogi érsek-metropolita, Orosz Atanáz miskolci és Szocska Ábel nyíregyházi megyéspüspök. Maxim a történelem első keleti metropolitája, akit Szlovákiában szenteltek fel.